# NGC 6379
NGC 6379 је спирална галаксија у сазвежђу Херкул која се налази на NGC листи објеката дубоког неба.
Деклинација објекта је + 16° 17' 19" а ректасцензија 17h 30m 35,0s. Привидна величина (магнитуда) објекта NGC 6379 износи 13,1 а фотографска магнитуда 13,8. NGC 6379 је још познат и под ознакама UGC 10886, MCG 3-44-10, CGCG 112-2, IRAS 17283+1619, CGCG 111-44, PGC 60421.